# جون موسى (سياسي)
جون موسى (بالإنجليزية: John Moses)‏ هو محامي وقاضي وسياسي أمريكي، ولد في 1825، وتوفي في 1898. انتخب عضو مجلس نواب إلينوي.